# Шушлябины
Шушля́бины — старинный русский дворянский род, восходящий к началу XVII в. 
Первые летописные свидетельства о роде этой фамилии датированы началом XVII века. Род дворян Шушлябиных записан в VI часть дворянской родословной книги Орловской губернии Российской империи.

## Представители
- Вячеслав Петрович Шушлябин — штаб-ротмистр, дер. Тиминская Колпенской волости Малоархангельского уезда Орловской губернии. Гг. дворяне, имеющие право голоса.

- Михаил Петрович Шушлябин — врач, дер. Тиминская Колпенской волости Малоархангельского уезда Орловской губернии. Гг. дворяне, имеющие право голоса.

- Иван Григорьевич Шушлябин — заседатель Малоархангельского земского суда, коллежский регистратор (1828, 1829 гг.)[1][2]